# Stammliste der Herren von Bicken

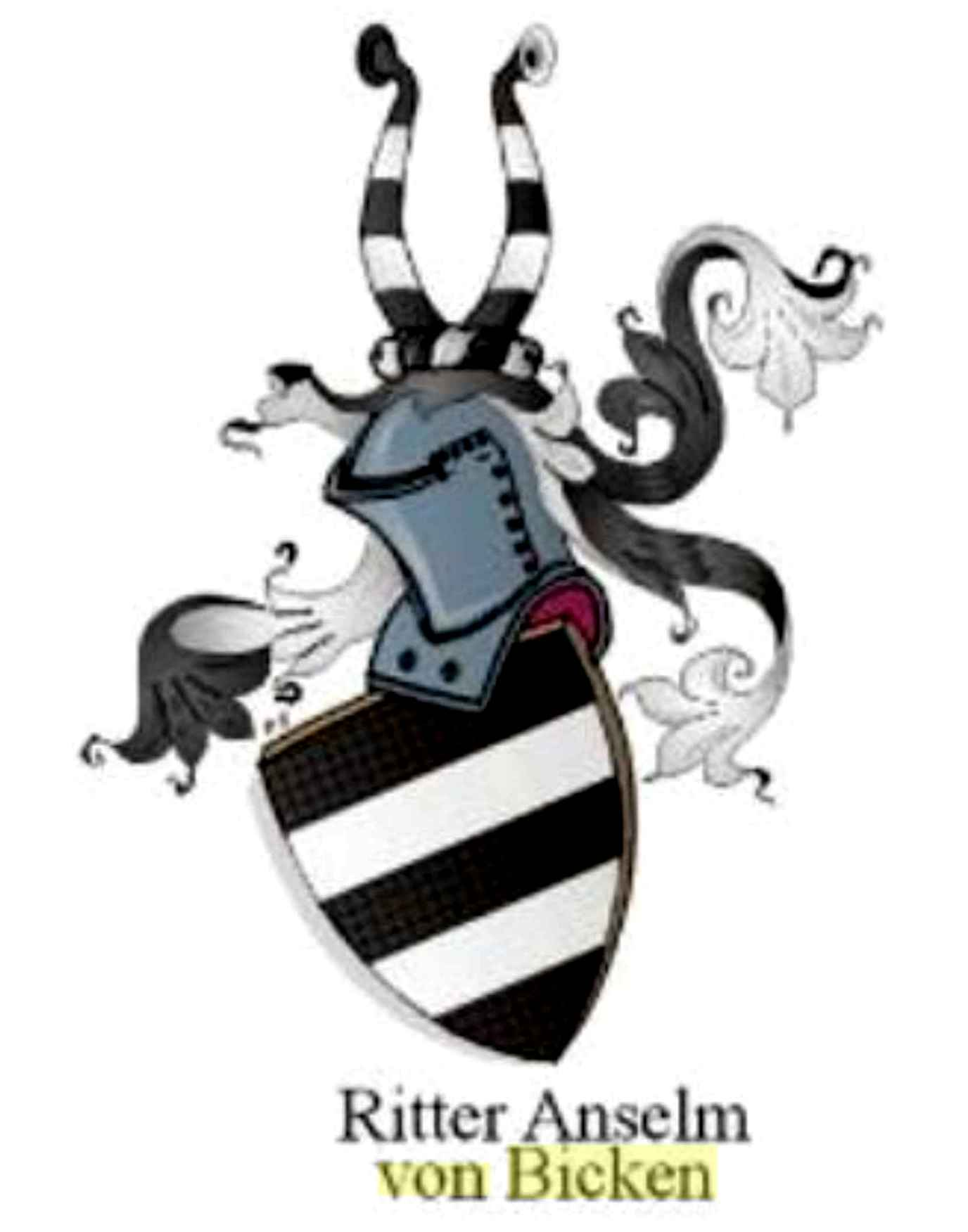
Stammwappen

Auf Burg Bicken im heutigen Ortsteil von Mittenaar im Lahn-Dill-Kreis, Mittelhessen begründete Ritter Anselm Ende des 12. Jahrhunderts das Adelsgeschlecht Bicken.

## Die Nachkommen von Konrad von Bicken (Hainichen-Linie)

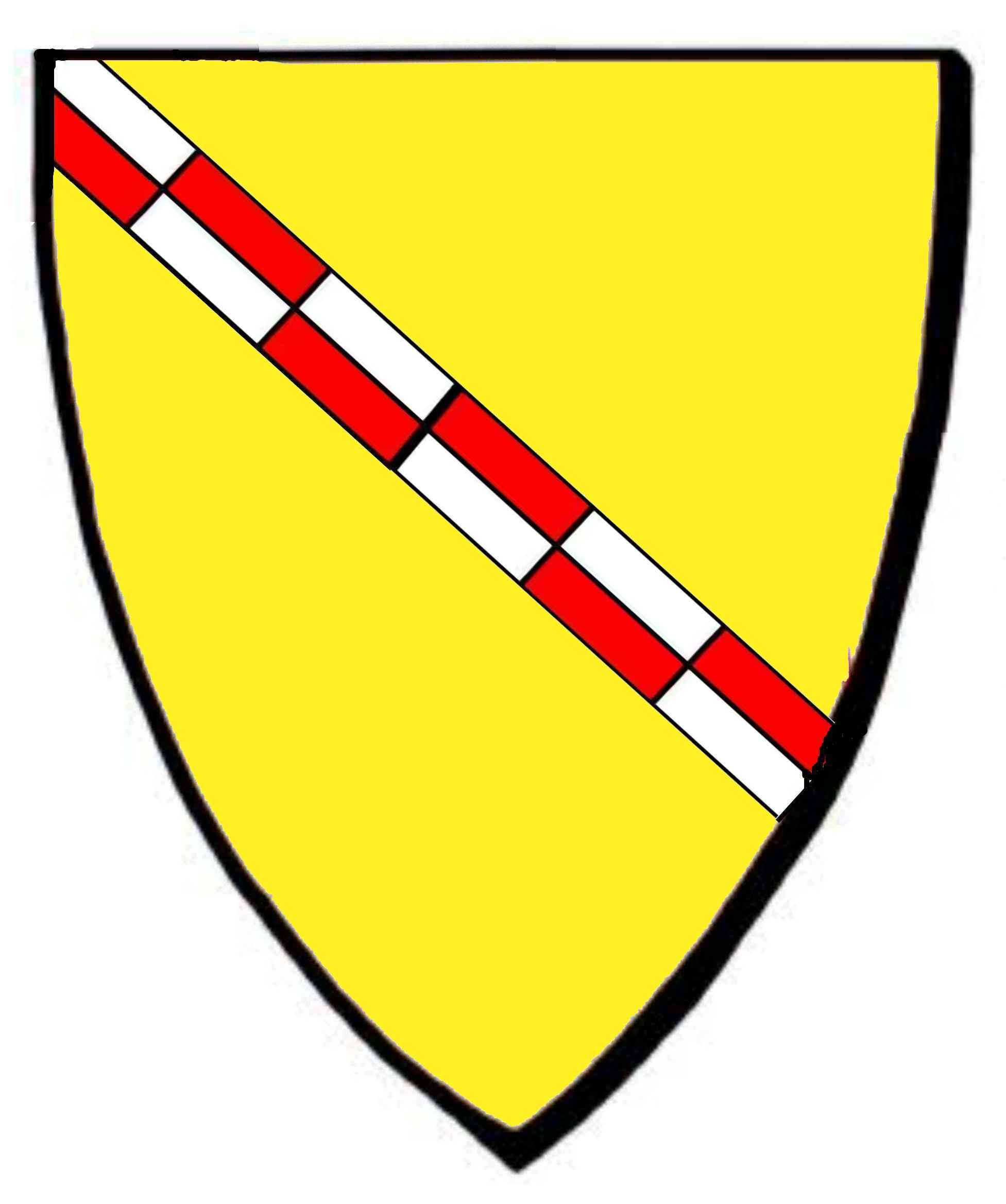
Wappen von Bicken (Hain)

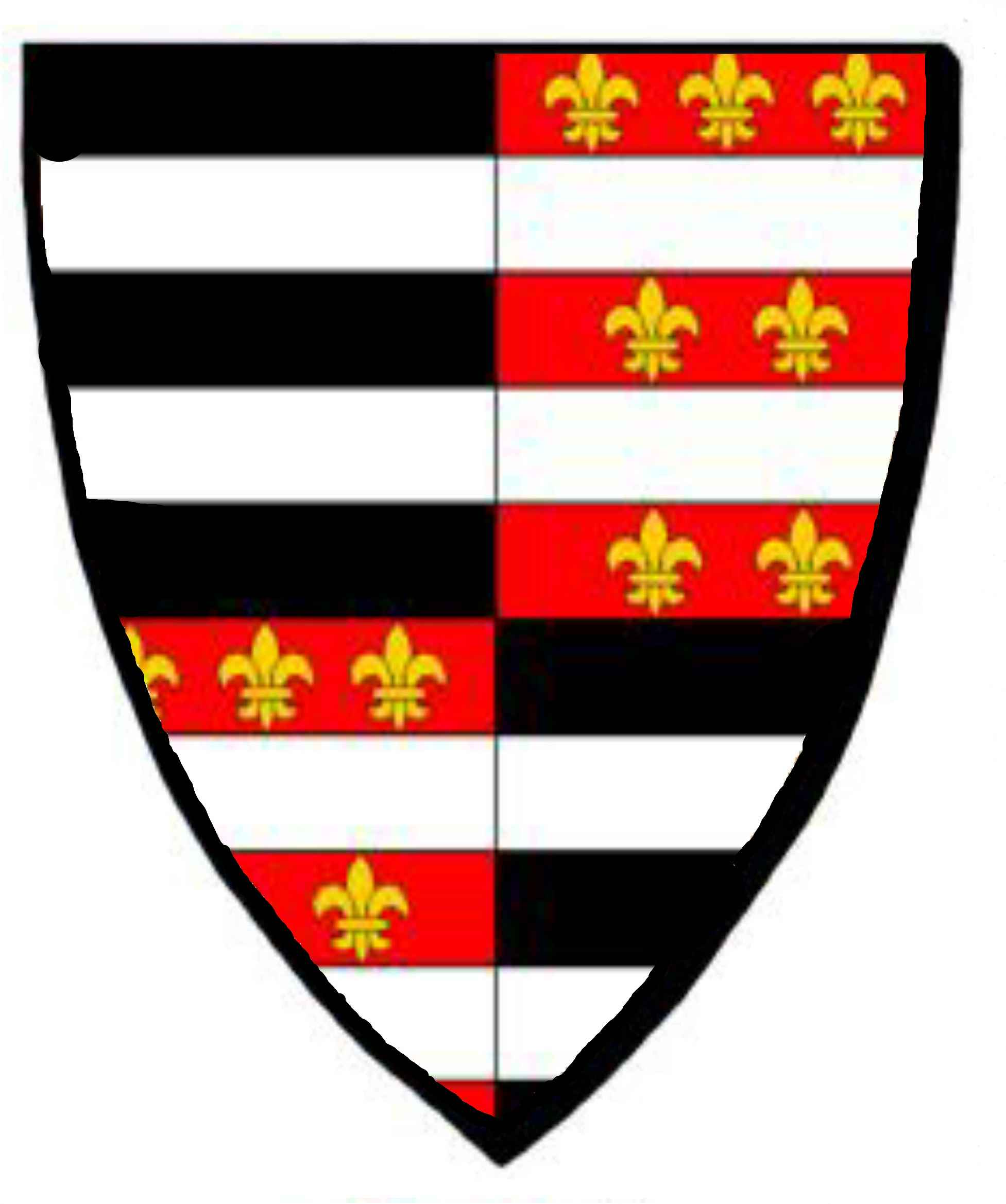
Freiherrliches Wappen von Bicken (Hain)ab 1664

Konrad von Bicken, Urenkel Anselm von Bicken, erhielt 1355 die Burg Hainchen als Nassauisches Lehnsgut (Burglehn) und wurde Burgmann genannt. Philipp von Bicken, gen. der Alte erwarb 1443 die gesamte Besitzung (Burg und Tal „zum Hain“). Die umgebaute und erweiterte Burg wurde Wohnsitz derer von Bicken.
1. Konrad von Bicken, Ritter, Vogt in der Herborner Mark, gen. 1260 und 1292; † 1319 – Vorfahren Bicken (Adelsgeschlecht)
  1. NN. gen. 1292 † 1333 Nonne in Stift Keppel
  2. Eckhard von Bicken, gen. 1302; † 1333 Priester zu Eberbach
  3. Philipp von Bicken, gen. 1319 und 1333, ⚭ Tochter des Dehnhard von Hundem, 1325 Burgmann zu Hainchen; † vor 1336
    1. Konrad von Bicken, * 1333; † 1338.

  4. Godebert von Bicken, gen. 1319
  5. Johann von Bicken, gen. 1325 und 1333 Priester zu Freunsberg
  6. Konrad von Bicken, * nach 1325, 1336 Knappe, 1353 Ritter, ⚭ Mechthild von Haiger; † 1363.
    1. Konrad von Bicken gen. 1362, ⚭ Berta von Schönborn; † 1422
      1. Wolfram von Bicken, gen. 1469, 1490, Domherr und Generalvikar in Mainz; † 6. Mai 1510
      2. Philipp von Bicken, gen. der Alte * 1415; † 1485, Eigner von Burg und Tal zum Hainchen
        1. Konrad von Bicken, * 1468, ⚭ Elisabeth von Helfenstein, Tochter des Johann von Helfenstein und der Hilla von Einenberg; † 20. Mai 1494, Amtmann in Steinheim am Main
          1. Elisabeth von Bicken ⚭ Jost von Haiger † 9. Januar 1508
          2. Konrad, der Junge von Bicken gen. 1471, 1490 Amtmann zu Tringenstein, ⚭ 1488/89 Elisabeth von Wi(e)derstein, T.d. Johann von Wiederstein u.d. Margarethe von Kotzenrod
            1. Jodokus (Jost) von Bicken, Chorherr am Stift St. Alban vor Mainz, 1526 Pfarrer zu Gladenbach; † 14. Januar 1568
            2. Johann von Bicken, Stiftsherr zum Wetzlar, Domherr zu Mainz; † 27. Januar 1567
            3. Konrad von Bicken, gen. 1509, Vogt und Amtmann zu Heidesheim, ⚭ Amalie, T.d. Hans, Küchenmeister von Gamberg u.d. Magdalena von Steinsheim; † 1573
              1. Eberhard von Bicken
              2. Hans Georg von Bicken, Vicedom, ⚭ Elisabeth von Schönberg († 1599), ⚭ 1601 Maria Agnes Holzappel von Vetzberg
              3. Elisabeth von Bicken, ⚭ Hans Melchior von Ingelheim † 1608

            4. Eberhard von Bicken, 1510 Chorherr am Stift St. Alban vor Mainz
            5. Elisabeth von Bicken, 1523 Priorin zu Retters
            6. Philipp von Bicken * 1499, ⚭ Regine von Mudersbach, T.d. Johann von Mudersbach u.d. Elisabeth von Effern † 1548.
              1. Philipp von Bicken, Mainzer Rat, Amtmann zu Steinheim, ⚭ Anna Brendel zu Homburg, T.d. Friedrich Brendel von Homburg u.d. Margarete Riedel von Bellersheim; † 14. Dezember 1605
                1. Johann Adam von Bicken, * 27. Mai 1561 Kurfürst-Erzbischof von Mainz; † 10. Januar 1604
                2. Jo(b)st Philipp von Bicken, * 1567, Mainzer Rat, Oberamtmann zu Steinheim ⚭ 1589 Anna von Dalberg, Kämmerin von Worms, ⚭ 1619 Anna Elisabeth von Eltz (* 1592 Mainz; † 16. November 1669 Heiligenstadt); † um 1632.
                  1. I.Ehe Wolf Adam von Bicken, ⚭ 1608 Agathe Dorothea Freiin von Dern; † 1620
                  2. Anna Margarete von Bicken, ⚭ 1608 Philipp Christoph Echter von Mespelbrunn (* 1583 † um 1649)
                    1. Katharina von Mespelbrunn, ⚭ Otto Wilhelm von Dernbach
                      1. Anna Maria von Dernbach

                  3. Maria Barbara von Bicken † (Kind)
                  4. II.Ehe Johann Friedrich von Bicken, ⚭ Maria Mosch (Bürgerstochter aus Siegen); † 12. April 1673
                    1. Maria Margarete Elisabeth von Bicken, * 22. September 1661; † 5. November 1719 im Kloster Keppel

                  5. Philipp Caspar von Bicken, Freiherr, Mainzer Geheimrat u. Viztum auf dem Eichsfeld, ⚭ 4. Oktober 1661 Maria Magdalena Philippine Freiin von Waldersdorff; † 11. Oktober 1687
                    1. Johann Kaspar von Bicken, Kurmainzischer Kammerherr, Dragonerhauptmann, ⚭ 1589 Maria Anna Freiin von Dalberg, Kämmerin von Worms; † 1. August 1733
                    2. Friedrich Wilhelm von Bicken, gen. 1674, Domherr zu Mainz und Trier, kaiserlicher Reichshofrat, ab 1717 Statthalter von Erfurt; † 1732 in Erfurt Der letzte männliche von Bicken
                    3. Karl Ludwig Franz von Bicken, Domherr zu Würzburg; † vor 1700
                    4. Antoniette Philippine von Bicken, ⚭ 1705 Philipp Ernst zu Nitzen, braunschweigisch-lüneburgischer Rittmeister
                    5. Magdalena Elisabeth Freiin zu Bicken, ⚭ 1698 Freiherr Johann Martin Ludwig von Schleif(f)ras, fuldischer Oberjägermeister
                    6. Maria Ursula von Bicken, ⚭ 1705 Rudolf Schenk zu Schweinberg
                    7. Maria Margaretha Elisabeth von Bicken, ⚭ 1691 Wilhelm Lothar von Hohenfeld
                    8. Philipp Wilderich von Bicken, Domherr zu Trier
                    9. Johanna Juliana von Bicken, * 1682, ⚭ 1720 mit Franz Ludwig von Hutten; † 21. Juli 1755 (Eltern des Kardinals Franz Christoph von Hutten zum Stolzenberg)

                  6. Anna Ursula von Bicken

                3. Johann Hartmann von Bicken, Mainzer Rat, Amtmann zu Orb und Hausen, ⚭ Margarete Wölfin von Sponheim
                4. Daniel von Bicken * 1559; † 1562.
                5. Margarete von Bicken; † 1561
                6. Anna von Bicken, ⚭ Heinrich Christian von Steinau

              2. Johannes von Bicken, Reiterführer; † 19. Februar 1555 in Irmgarteichen
              3. Eberhard von Bicken, Fähnrich; † 4. August 1554 in Irmgarteichen
              4. Wilhelm von Bicken, Dom und Stiftsherr am Stift St. Alban vor Mainz
              5. Jörg von Bicken; † 1529

            7. Margarete von Bicken, letzte Nonne von St. Georgenberg ⚭ John Huhn; † 1582
            8. Wilhelm von Bicken, 1526 Student zu Bologna, Domherr zu Mainz; † 24. November 1538
              1. Margarete von Bicken, ⚭ Burkart Engelbert von Hattstein († 1594); † vor 1596
                1. Hans Heinrich von Hattstein
                2. Hans Philipp von Hattstein ⚭ Maria von Scharfenstein
                  1. Hugo von Hattstein 1639 Domherr zu Mainz

                3. Anna Elisabeth von Hattstein ⚭ Hermann Schenck zu Schweinsberg

          3. Johann von Bicken 1472 Meister des Deutschen Ordens, Stiftsherr in Wetzlar
          4. Philipp von Bicken, Ritter, gen. 1485 und 1495

        2. Eberhard von Bicken, Dechant zu Wetzlar † 1485 (Wetzlarer Dom)
        3. Johann von Bicken, Dechant zu Bonn, 1502
        4. Adolf von Bicken. † als Kind
        5. Anne von Bicken, gen. 1456–1498 im Kloster Keppel † vor 1497
        6. Christina von Bicken, gen. 1456 im Kloster Keppel † vor 1508
        7. Luise von Bicken, Kloster Altenberg bei Wetzlar
        8. Bertha von Bicken, gen. 1447/49 ⚭ 1448 Johann von der Recke zu Sümmern
        9. Liefmut von Bicken, gen. 1452 und 1455 ⚭ Godert Schenk zu Schweinsberg
        10. Elisabeth von Bicken, ⚭ 1463 Philipp Hilchen von Lorch
        11. NN ⚭ Münch von Beheim
        12. Susanne von Bicken, gen. 1456 im Kloster Keppel
        13. Philipp von Bicken, ⚭ 1461 Heilwig, T.d. Godard von dem Bongart und Kunigunde von Burtscheid; † 1510
          1. Philipp von Bicken, gen.1484 ⚭ 1494 Liese
          2. Georg von Bicken, ⚭ 1494 Agnes T.d. Balthasar, Forstmeister zu Gelnhausen u.d. Anna von Rüdigheim
          3. Wilhelm von Bicken, Domherr zu Mainz † 7. Januar 1510
          4. Anna von Bicken, ⚭ 1493 Peter von Dreisbach, hessischer Kanzler
          5. Wolfgang von Bicken; † 1510, Grabmal im Mainzer Dom

      3. Demut von Bicken ⚭ Johann von Dernbach gen. Hulsbach
        1. Lisa von Dernbach, 1462 Eintritt ins Kloster Altenberg

      4. Katharina von Bicken, 1436, Nonne im Kloster Frundenberg (Mainz)

    2. Eckard von Bicken; † 1428, Stiftsherr in Wetzlar
    3. Johann von Bicken
    4. Gerhard von Bicken
    5. Irmgard von Bicken, ⚭ Johann von Kempenich
    6. Eberhard von Bicken, ⚭ Lukhard von Bicken, Tochter des Philipp von Bicken
      1. Anna von Bicken, ⚭ Gemaud von Schwalbach
        1. Volpert von Schwalbach

    7. Mechthild von Bicken, gen.1638, ⚭ Eberhard Schubel

## Die Nachkommen von Philipp von Bicken (Hainichen-Linie)
Philipp von Bicken war ein Sohn des Edelherrn Friedrich von Bicken (um 1255), ein Urenkel Anselm von Bicken (* um 1185) und der Bruder des Ritters Konrad von Bicken, Vogt in der Herborner Mark, († 1319)
1. Philipp von Bicken, Ritter gen. 1292 und 1302, ⚭ Kunegunde von Riedesel; † 1319 – Vorfahren Bicken (Adelsgeschlecht)
  1. Eckhard von Bicken, Ritter, gen.1333 und 1363, ⚭ Christine von Diedenhausen † vor 1397,[1] oder Lukard von Hohenfels[2]
    1. Lukhard von Bicken gen.1366 und 1430, ⚭ Eberhard von Bicken
      1. Anna von Bicken, ⚭ Gemaud von Schwalbach
        1. Volpert von Schwalbach († 1319)

    2. Volpert (Volprach) von Bicken, Ritter, gen. 1366 und 1372, ⚭ Christine von Schönborn
    3. Kathrine von Bicken, gen. 1369 im Stift Keppel, gen. 1380 und 1430, ⚭ Heidenreich von Vetzberg
      1. NN Tochter ⚭ NN von Felsberg
        1. Kraft von Felsberg ⚭ Katharina von Stockhausen

  2. Ludwig von Bicken, gen.1316 und 1360, Priester zu Gladenbach, war am Bau von Burg Neu-Dernbach beteiligt
  3. Adolf von Bicken, Ritter gen. 1333 und 1347,

## Die Nachkommen von Godebert von Bicken (Westerwälder-Linie)

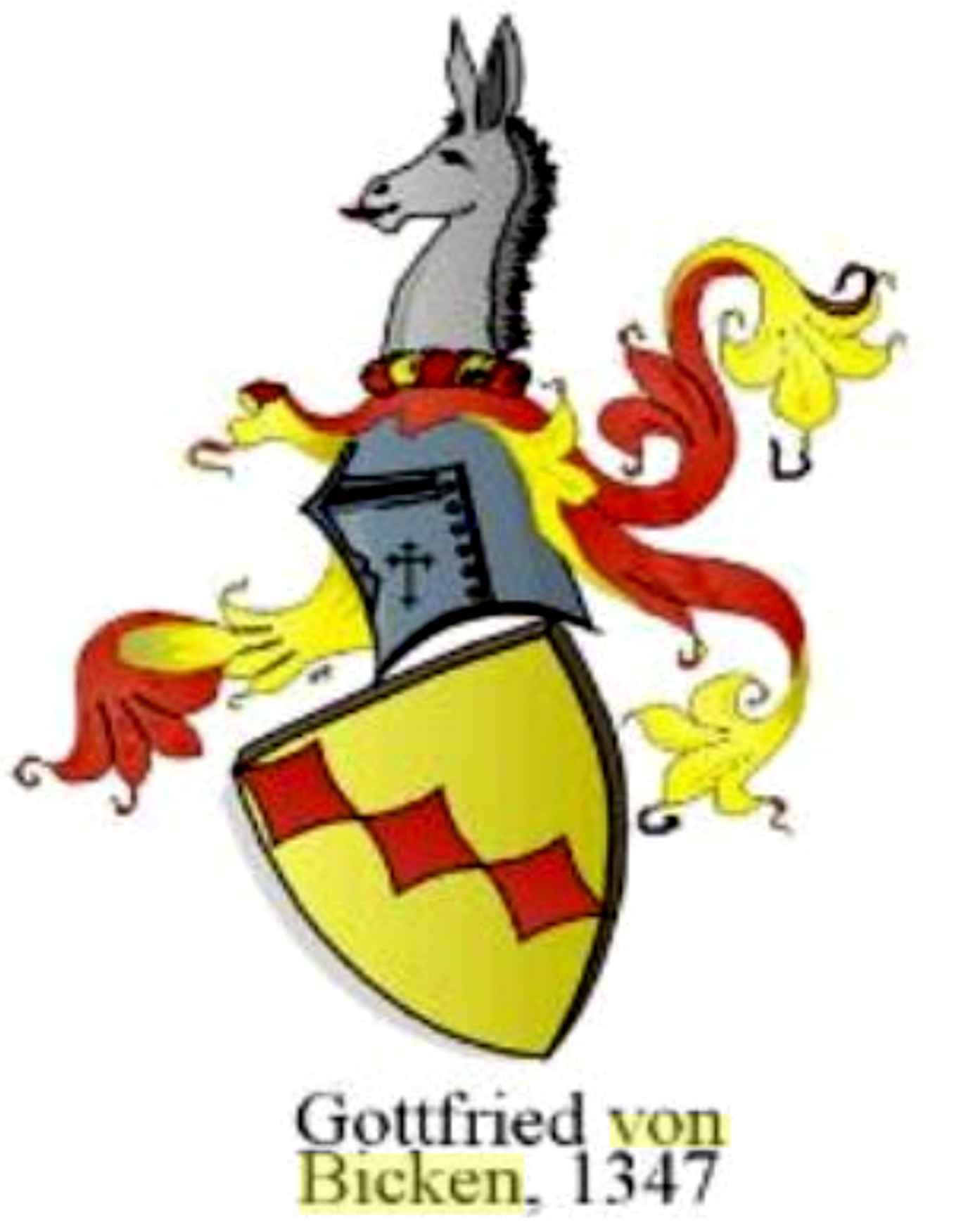
Wappen Godebert (Gottfried) von Bicken

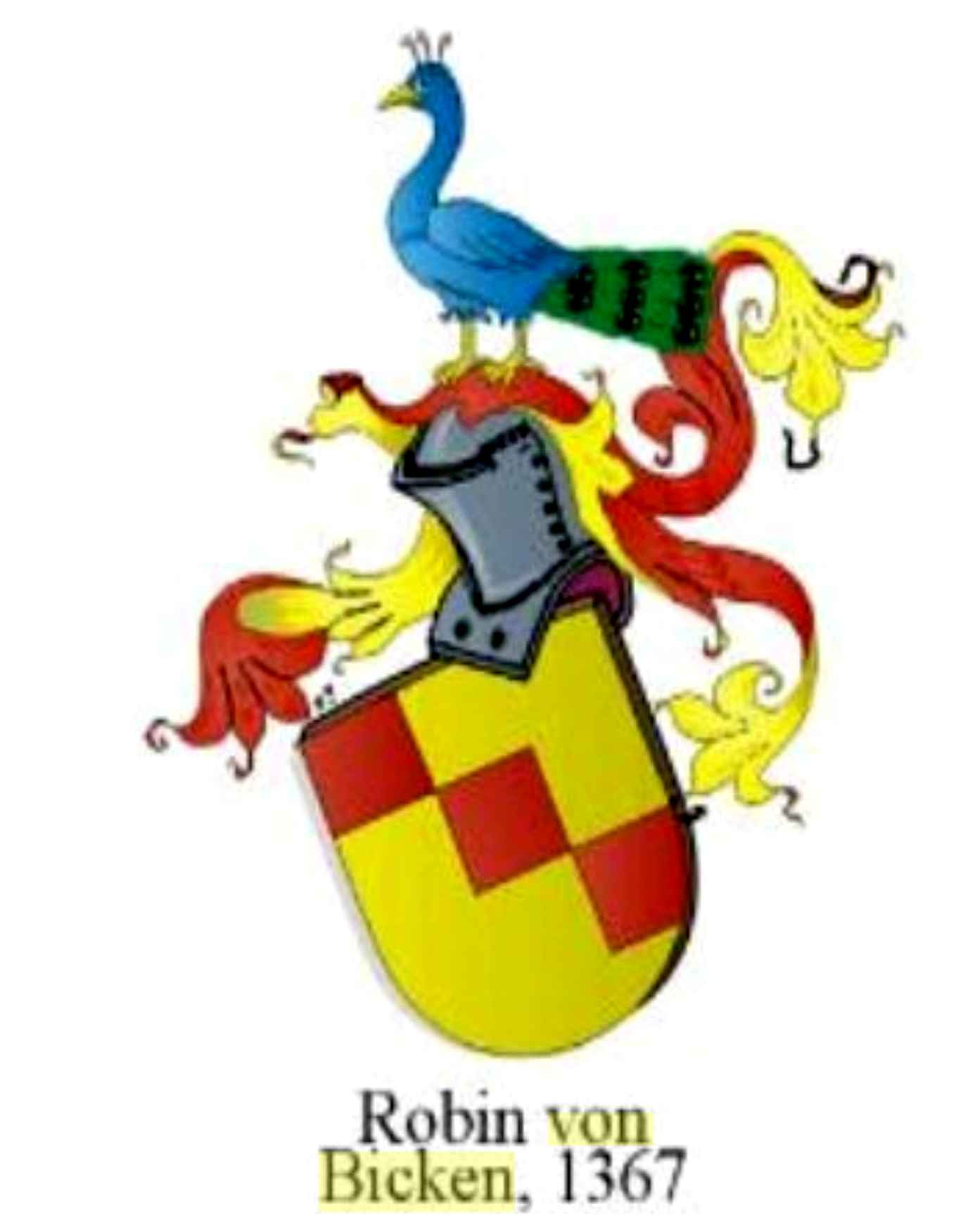
Wappen Robin von Bicken

Godebert, Godefert, Godefried (Gottfried), genannt 1319 und 1348, Knappe, Lehnsmann der Grafen zu Sayn, Burgmann auf Burg Hartenfels und Burg Hachenburg im Westerwald, möglicher Sohn (4. Kind) von Konrad von Bicken, Ritter und Vogt in der Herborner Mark.
1. Godebert von Bicken, Knappe. Lehnsmann und Burgmann gen. 1319 und 1348, – Vorfahren siehe oben
  1. Albrecht von Bicken, * um 1331, Ritter, 1351 Amtmann des kurkölnischen Amts Schönstein, Vogt des Klosters Marienstatt, ⚭ Hilla, T.d. Tillmann von dem Vorst, kauft 1363 den Hof Lützelau † 22. Juni 1375
    1. Robin von Bicken 1359–1395 Amtmann des Amts Schönstein, (s.Wappen) ⚭ 1378 Adelheid; † 26. Mai 1417
      1. Gerhard I. von Bicken * um 1400, ⚭ Bylge von Koberstein (* 1415 † 1457), T.d. Johann von Koberstein u.d. Guetgin; † 1457 Grablege in der Abtei Marienstatt
        1. Belige, Beylge von Bicken, gen. 1451 und 1481, ⚭ Adolf von Neuhoff, genannt von der Leyen
          1. Johann von der Leyen, ⚭ 1488 Katharina
          2. Katharina von der Leyen, gen. 1415 und 1456, ⚭ Eberhard d.A. von Holdinghausen; † 1457

        2. Elisabeth von Bicken gen. 1457 und 1488, ⚭ Johann Deus von Hattert zu Niederhattert
        3. Katharina von Bicken, ⚭ 1488 Johann von der Lippe, genannt Huhn
        4. Gerhard II. von Bicken, genannt der Junge gen. 1455, 1475 und 1490, Lehnsinhaber eines Teils von Gericht und Vogtei Daaden im Amt Friedewald; † 1488
          1. Friedrich von Bicken, gen. 1451
            1. Frengin von Bicken, 1535 Nonne im Kloster Gnadenthal (Hessen)
            2. Cäcilia von Bicken, 1535 Nonne im Kloster Gnadenthal
            3. Friedrich von Bicken zu Lützelau, Burgmann auf der Burg Beilstein (Westerwald) der Grafen von Nassau-Beilstein, gen. 1497, 1534 und 1541, ⚭ 1509 NN. Schönhals von Albrechterode[3] † 1555 Der letzte männliche von Bicken aus der Westerwälder-Linie
            4. Mechthild von Bicken, 1557 Nonne im Kloster Herchen
            5. Elisabeth von Bicken, gen. 1566 und 1569, ⚭ vor 1535 Wilhelm zu Waldmannshausen und Vallendar (von Irmtraut) † nach 1569
              1. Wilhelm zu Lützelau und Vallendar, ⚭ Elisabeth von Weilburg
                1. Georg Philipp zu Lützelau und Vallendar, ⚭ Eva Specht von Bubenheim; † 1663
                  1. Anna Alberta von Irmtraut, ⚭ Damian Ludwig von Heddesdorf, somit ging das Erbe Lützelau an ihren Gatten

                2. Anna Magdalena zu Lützelau und Vallendar; † 1624

              2. Heinrich Philipp zu Lützelau und Vallendar, gen, 1566 und 1618
              3. Margaretha zu Lützelau und Vallendar, 1559 Nonne in der Abtei St. Thomas (Andernach), Äbtissin zu Gnadenthal; † 6.(16.) Mai 1607
              4. Anna zu Lützelau und Vallendar, * vor 1540.
              5. Clara zu Lützelau und Vallendar, * vor 1540.
              6. Catharina zu Lützelau und Vallendar, * vor 1571, gen. 1591.

          2. Albrecht von Bicken, gen. 1497; † vor 1512

        5. Guitgen von Bicken, gen.1456 und 1457
        6. Liefmud von Bicken, gen. 1455 und 1457, ⚭ vor 1468 Gilbrecht von Gebhardshain-Kotzenrodt
        7. Johann III. von Bicken gen. 1457

      2. Johann II. von Bicken, gen. 1390 und 1428, Knappe, Vogt des Klosters Marienstatt, ⚭ Agnes von Schönborn, T.d. Gerhard von Schönborn († vor 1454); † 1436
        1. Gilbrecht von Bicken
        2. Lisa von Bicken
        3. Demud von Bicken
        4. Gertrud von Bicken
        5. Katharina von Bicken
        6. Anna von Bicken

    2. Johann I. von Bicken, genannt Henn, Ritter von 1359 bis 1409 Burgmann der Grafen zu Sayn, 1381 Amtmann des Amts Hartenfels; † 30. Juni 1417
      1. Robin von Bicken, Knappe, gen. 1384

  2. Godart von Bicken Knappe, gen. 1377, ⚭ Guda
    1. Albrecht von Bicken, gen. 1397, Amtmann und Pfandherr von Amt Friedewald

## Die Nachkommen von Konrad von Bicken (Marburg-Wolkersdorfer-Linie)

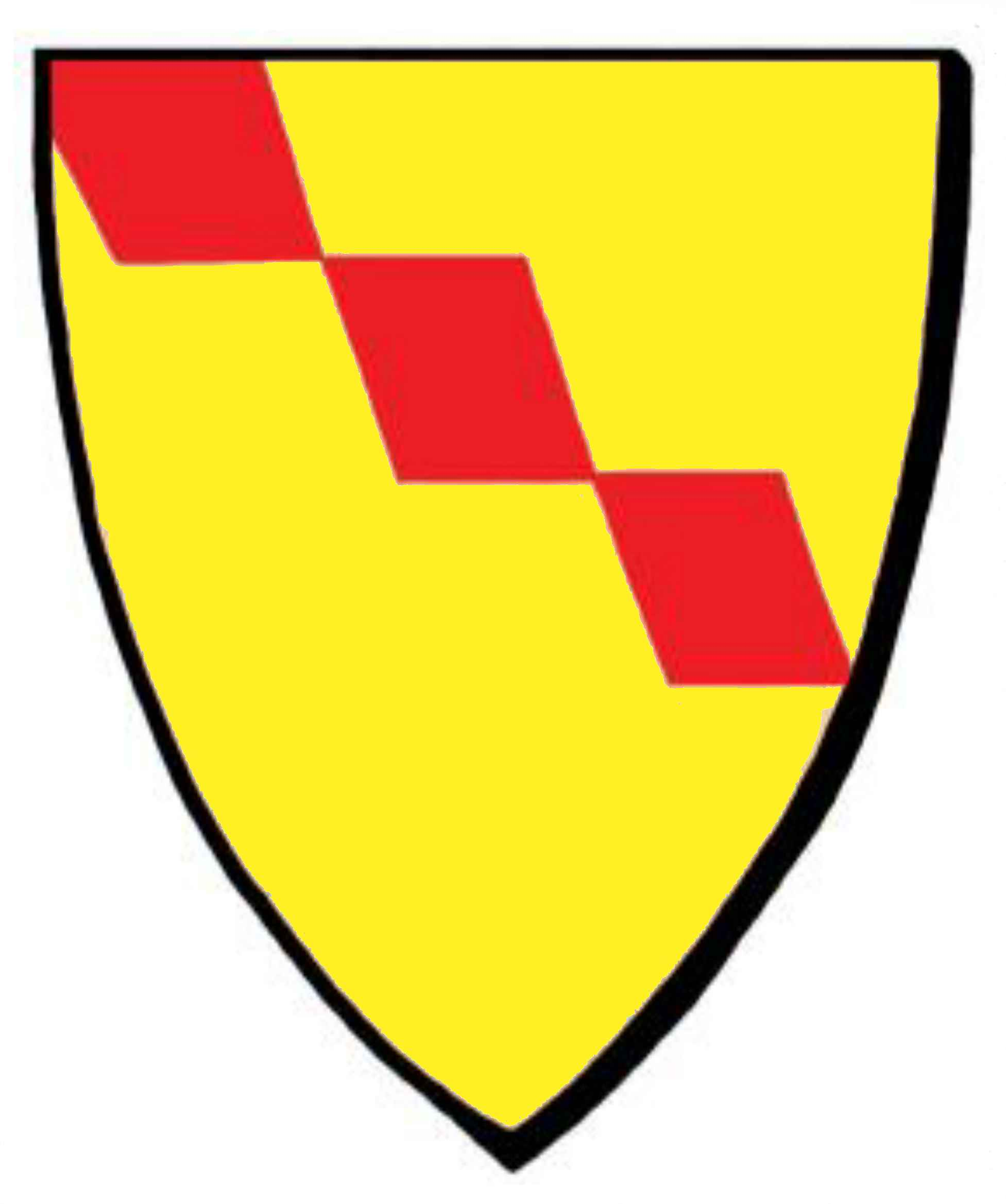
Wappen Wolkersdorfer- und Westerwälder Linie

Eckhard, Friedrich, Konrad und Gumbert waren vermutlich Enkel des Ritters Friedrich von Bicken, * um 1210, ⚭ Sophia, die sich am Burgberg von Marburg niederließen. Sie erwarben die Hälfte von Burg Wolkersdorf; aber bereits Ende des 14. Jahrhunderts starb die Familie im Mannesstamme aus. Ob Lukard von Bicken das Erbe mit in die Ehe mit Johann von Hohenfels brachte, ist nicht bekannt. Gräfin Adelheid, Witwe des Grafen Otto II. von Nassau-Dillenburg (Haus Nassau) ließ auf dem Burgberg, der im Besitz der Edelherren von Bicken, Linie von Bicken zu Marburg-Wolkersdorf war, 1350/51 die Burg Tringenstein errichten.
1. Eckhard von Bicken, Ritter, gen. 1262 und 1266, ⚭ Elisabeth Schenk zu Schweinsberg
  1. Eckhard von Bicken, Knappe 1295 und 1338, 1329 Amtmann des Bischofs von Münster, Ludwig II. (Landgraf von Hessen), hatte sein Sitz bereits in der Neustadt zu Marburg.
2. Friedrich von Bicken, Ritter, 1279 Burgmann zu Marburg
3. Konrad von Bicken, Ritter, gen. 1274 und 1302, 1279 Burgmann zu Marburg
  1. Friedrich von Bicken gen. Kesterburg, studierte 1305 in Bologna, kaufte 1328 die Hälfte der Burg Wolkersdorf, war Pfarrer in Kesterburg, münsterischer Domherr von 1318 bis 1340 sowie von 1305 bis 1340 Propst des St. Mauritz Stifts in Münster; † 11. Juni 1340
  2. Eckhard von Bicken, Ritter, ⚭ 1337 Gertrud Schenk zu Schweinsberg (Witwe des Gottfried von Hatzfeld)
    1. Friedrich von Bicken, Ritter, 1340 Edelknecht, 1361 Burgmann des Grafen Otto von Waldeck, ⚭ Grete von Padberg (* 1370 - † 1403) † 1398 Der letzte männliche von Bicken aus der Linie Marburg-Wolkersdorf
      1. Lukard von Bicken, ⚭ 1376 Johann von Hohenfels
      2. Getzel von Bicken. gen. 1389 und 1396
      3. Adelheid von Bicken, gen. 1389 und 1396

    2. Lukard von Bicken, gen. 1337 und 1349, ⚭ Heinrich von Elkershausen gen. 1333 und 1352

  3. Lukard von Bicken, 1324–1360 Äbtissin im Stift Herford
  4. Gerlach von Bicken gen. Kesterburg, Pfarrer zu Kesterburg und von 1331 bis 1367 Domherr zu Münster
  5. NN von Bicken, Tochter, ⚭ 1327 Johann von Seelbach
    1. Volpert von Seelbach * nach 1327.
    2. Johann von Seelbach * nach 1327.

  6. NN von Bicken, Tochter, ⚭ 1328 Roderich von Öttgenbach
4. Gumbert von Bicken, 1296 Geistlicher